# Liste von Bergen in Sachsen
Die Liste von Bergen in Sachsen zeigt eine Auswahl hoher bzw. bekannter Berge im deutschen Bundesland Sachsen.

## Berge über 1000 Meter
| Name        | Höhe über NHN | Naturraum            | Anmerkung                                                      | Bild |
| ----------- | ------------- | -------------------- | -------------------------------------------------------------- | ---- |
| Fichtelberg | 1215 m ü. NHN | Mittleres Erzgebirge | 2 km nordwestlich von Oberwiesenthal, höchster Berg in Sachsen |      |
| Eisenberg   | 1028 m ü. NHN | Mittleres Erzgebirge | 3 km nördlich von Oberwiesenthal                               |      |
| Auersberg   | 1019 m ü. NHN | Westerzgebirge       | 1 km östlich von Wildenthal                                    |      |
| Taufichtig  | 1001 m ü. NHN | Mittleres Erzgebirge | im Nordwesten des Fichtelberg-Massivs                          |      |

## Berge über 900 Meter
| Scheffelsberg      | 0980 m ü. NHN   | Westerzgebirge | 1 km südlich von Jugel                                                    | |
| Schneehübel        | 0974 m ü. NHN   | Westerzgebirge | 1 km südwestlich von Carlsfeld                                            | |
| Brückenberg        | 0964 m ü. NHN   | Westerzgebirge | 1 km westlich von Wildenthal                                              | |
| Stangenhöhe        | 0964 m ü. NHN   | Westerzgebirge | 3 km südlich von Carlsfeld, der Gipfel mit 965 Metern liegt in Tschechien | Bild gesucht Die Wikipedia wünscht sich an dieser Stelle ein Bild. Weitere Infos zum Motiv findest du vielleicht auf der Diskussionsseite . Falls du dabei helfen möchtest, erklärt die Anleitung , wie das geht. |
| Großer Rammelsberg | 0963 m ü. NHN   | Westerzgebirge | 3 km östlich von Mühlleithen                                              | Bild gesucht Die Wikipedia wünscht sich an dieser Stelle ein Bild. Weitere Infos zum Motiv findest du vielleicht auf der Diskussionsseite . Falls du dabei helfen möchtest, erklärt die Anleitung , wie das geht. |
| Buchkamm           | 0951 m ü. NHN   | Westerzgebirge | 3 südlich von Oberwildenthal                                              | Bild gesucht Die Wikipedia wünscht sich an dieser Stelle ein Bild. Weitere Infos zum Motiv findest du vielleicht auf der Diskussionsseite . Falls du dabei helfen möchtest, erklärt die Anleitung , wie das geht. |
| Kiel               | 0942 m ü. NHN   | Westerzgebirge | nördlich von Klingenthal                                                  | |
| Rehhübel           | 0932 m ü. NHN   | Westerzgebirge | 3 km westlich von Johanngeorgenstadt                                      | Bild gesucht Die Wikipedia wünscht sich an dieser Stelle ein Bild. Weitere Infos zum Motiv findest du vielleicht auf der Diskussionsseite . Falls du dabei helfen möchtest, erklärt die Anleitung , wie das geht. |
| Riesenberg         | 0923 m ü. NHN   | Westerzgebirge | 3 km nordwestlich von Johanngeorgenstadt                                  | |
| Aschberg           | 0917 m ü. NHN   | Westerzgebirge | in Klingenthal, der Gipfel mit 936 Metern liegt in Tschechien             | |
| Rabenberg          | 0912,8 m ü. NHN | Westerzgebirge | 3 km nordöstlich von Johanngeorgenstadt                                   | |
| Kahleberg          | 0905 m ü. NHN   | Osterzgebirge  | 3 km südwestlich von Altenberg                                            | |

## Berge über 800 Meter
| Großer Lugstein          | 0899 m ü. NHN | Osterzgebirge        | südlich von Altenberg                                       |  |
| Bärenstein               | 0897 m ü. NHN | Mittleres Erzgebirge | 2 km nördlich von Bärenstein                                |  |
| Kleiner Lugstein         | 0897 m ü. NHN | Osterzgebirge        | südlich von Altenberg                                       |  |
| Fastenberg               | 0891 m ü. NHN | Westerzgebirge       | in Johanngeorgenstadt                                       |  |
| Hirtstein                | 0888 m ü. NHN | Mittleres Erzgebirge | 3 km südwestlich von Reitzenhain                            |  |
| Schöne Aussicht          | 0883 m ü. NHN | Westerzgebirge       | 1 km südlich von Wildenthal                                 |  |
| Leistnerhübel            | 0879 m ü. NHN | Westerzgebirge       | 1 km südlich von Wildenthal                                 |  |
| Eselsberg                | 0867 m ü. NHN | Westerzgebirge       | 2 km westlich von Erlabrunn. Hier auf einer Karte von 1791. |  |
| Ochsenkopf               | 0836 m ü. NHN | Mittleres Erzgebirge | 1 km östlich von Rittersgrün                                |  |
| Hundsmarter              | 0848 m ü. NHN | Mittleres Erzgebirge | 2 km südlich von Raschau-Markersbach                        |  |
| Hemmschuh                | 0846 m ü. NHN | Osterzgebirge        | südlich von Rehefeld-Zaunhaus                               |  |
| Ahornberg                | 0833 m ü. NHN | Mittleres Erzgebirge | 2 km südöstlich vom Ortsteil Heidelberg                     |  |
| Pöhlberg                 | 0831 m ü. NHN | Mittleres Erzgebirge | 1 km östlich von Annaberg-Buchholz                          |  |
| Geisingberg              | 0824 m ü. NHN | Osterzgebirge        | 2 km nordwestlich von Geising                               |  |
| Ochsenkopf bei Jägerhaus | 0823 m ü. NHN | Westerzgebirge       | 7 km südwestlich von Schwarzenberg/Erzgeb.                  |  |
| Steinhübel               | 0816 m ü. NHN | Mittleres Erzgebirge | 7 km südwestlich von Olbernhau                              |  |
| Morgenleithe             | 0811 m ü. NHN | Westerzgebirge       | 5 km südwestlich von Schwarzenberg                          |  |
| Scheibenberg             | 0807 m ü. NHN | Mittleres Erzgebirge | 1 km südlich von Scheibenberg                               |  |
| Traugotthöhe             | 0806 m ü. NHN | Osterzgebirge        | südwestlich von Fürstenau                                   |  |
| Steinkuppe               | 0806 m ü. NHN | Osterzgebirge        | in Holzhau                                                  |  |
| Drachenkopf              | 0805 m ü. NHN | Osterzgebirge        | 1 km südöstlich von Nassau                                  |  |
| Schickelshöhe            | 0805 m ü. NHN | Osterzgebirge        | südlich von Hermsdorf/Erzgeb.                               |  |
| Hoher Brand              | 0805 m ü. NHN | Westerzgebirge       | 5 km westlich von Klingenthal                               |  |
| Schwarzberg              | 0802 m ü. NHN | Vogtland             | östlich von Klingenthal                                     |  |

## Berge über 700 Meter
| Sauberg       | 0797 m ü. NHN   | Westerzgebirge       | 1 km südwestlich von Breitenbrunn/Erzgeb.      |  |
| Kuhberg       | 0794 m ü. NHN   | Westerzgebirge       | 3 km nordwestlich von Schönheide               |  |
| Lausche       | 0793 m ü. NHN   | Zittauer Gebirge     | 2 km südlich von Waltersdorf                   |  |
| Blößenstein   | 0792 m ü. NHN   | Osterzgebirge        | 1 km nordwestlich von Bad Einsiedel-Heidelberg |  |
| Schwartenberg | 0789 m ü. NHN   | Osterzgebirge        | 2 km südlich von Neuhausen/Erzgeb.             |  |
| Kohlhaukuppe  | 0786 m ü. NHN   | Osterzgebirge        | 2 km südlich von Geising                       |  |
| Thierberg     | 0783 m ü. NHN   | Vogtland             | zwischen Hammerbrücke und Tannenbergsthal      |  |
| Adlerfels     | 0778 m ü. NHN   | Westerzgebirge       | 1 km südlich von Eibenstock                    |  |
| Schatzenstein | 0760 m ü. NHN   | Westerzgebirge       | 2 km nordwestlich von Elterlein                |  |
| Kapellenberg  | 0759 m ü. NHN   | Elstergebirge        | 1 km nordwestlich von Schönberg                |  |
| Katzenhübel   | 0758 m ü. NHN   | Mittleres Erzgebirge | 1 km südlich von Heidelberg                    |  |
| Tellkoppe     | 0756 m ü. NHN   | Osterzgebirge        | 1 km östlich von Kipsdorf                      |  |
| Hochwald      | 0749 m ü. NHN   | Zittauer Gebirge     | 2 km von südlich Oybin                         |  |
| Reicheltberg  | 0741 m ü. NHN   | Osterzgebirge        | 2 km südwestlich von Seiffen/Erzgeb.           |  |
| Goldene Höhe  | 0734 m ü. NHN   | Vogtland             | 4 km südöstlich von Auerbach/Vogtl.            |  |
| Laubberg      | 0733 m ü. NHN   | Westerzgebirge       | 5 km südöstlich von Auerbach                   |  |
| Steinberg     | 0732 m ü. NHN   | Westerzgebirge       | 6 km südlich von Schneeberg                    |  |
| Greifensteine | 0731 m ü. NHN   | Mittleres Erzgebirge | 3 km westlich von Ehrenfriedersdorf            |  |
| Saydaer Höhe  | 0728 m ü. NHN   | Osterzgebirge        | 2 km nördlich von Sayda                        |  |
| Spiegelwald   | 0728 m ü. NHN   | Westerzgebirge       | in Grünhain-Beierfeld                          |  |
| Fuchshöhe     | 0728 m ü. NHN   | Mittleres Erzgebirge | 7 km östlich von Annaberg-Buchholz             |  |
| Knock         | 0725,5 m ü. NHN | Erzgebirge           | südlich von Schönheide                         |  |
| Hahnenpfalz   | 0702 m ü. NHN   | Vogtland             | 3 km südlich von Bad Brambach                  |  |

## Berge über 600 Meter
| Dreibrüderhöhe           | 0689 m ü. NHN            | Mittleres Erzgebirge | 2 km westlich von Marienberg           |  |
| Plattenberg              | 0683 m ü. NHN            | Elstergebirge        | 4 km südöstlich von Bad Elster         |  |
| Eimberg                  | 0676 m ü. NHN            | Vogtland             | 10 km östlich von Oelsnitz             |  |
| Steinberg bei Wernesgrün | 0659 m ü. NHN            | Vogtland             | direkt bei Steinberg                   |  |
| Jonsberg                 | 0653 m ü. NHN            | Zittauer Gebirge     | östlich von Jonsdorf                   |  |
| Buchberg                 | 0652 m ü. NHN            | Zittauer Gebirge     | westlich von Jonsdorf                  |  |
| Ziegenberg               | 0652 m ü. NHN            | Westerzgebirge       | südöstlich von Zwönitz                 |  |
| Schreckenberg            | 0649 m ü. NHN            | Mittleres Erzgebirge | 1 km westlich von Annaberg-Buchholz    |  |
| Oelsener Höhe            | 0644 m ü. NHN            | Osterzgebirge        | 4 km südlich von Bad Gottleuba         |  |
| Windberg                 | 0627 m ü. NHN            | Westerzgebirge       | nordwestlich von Zwönitz               |  |
| Katzenstein              | 0627 m ü. NHN            | Westerzgebirge       | 4 km nordöstlich von Lößnitz           |  |
| Großer Stein             | 0619 m ü. NHN            | Westerzgebirge       | 3 km westlich von Dorfchemnitz         |  |
| Burgberg                 | 0617 m ü. NHN            | Osterzgebirge        | bei Lichtenberg/Erzgeb.                |  |
| Kohlkuppe                | 0613 m ü. NHN            | Osterzgebirge        | 2 km nördlich von Schmiedeberg         |  |
| Hirschenstein            | 0610 m ü. NHN            | Westerzgebirge       | 4 km westlich von Schneeberg           |  |
| Kemtauer Felsen          | 0608 m ü. NHN            | Mittleres Erzgebirge | an der flurgrenze von Gelenau (Kemtau) |  |
| Gemauerter Stein         | 0unterhalb 0601 m ü. NHN | Westerzgebirge       | 1 km westlich von Aue                  |  |

## Berge über 500 Meter
| Gleesberg                | 0593 m ü. NHN   | Westerzgebirge       | 1 km östlich von Schneeberg                      |  |
| Fröhnberg                | 0587 m ü. NHN   | Vogtland             | 5 km westlich von Auerbach/Vogtl.                |  |
| Valtenberg               | 0586 m ü. NHN   | Lausitzer Bergland   | 3 km südwestlich von Neukirch/Lausitz im Hohwald |  |
| Kottmar                  | 0583 m ü. NHN   | Lausitzer Bergland   | 6 km östlich von Ebersbach/Sa.                   |  |
| Töpfer                   | 0580 m ü. NHN   | Zittauer Gebirge     | 1 km nordöstlich von Oybin                       |  |
| Luchberg                 | 0576 m ü. NHN   | Osterzgebirge        | 4 km südwestlich von Reinhardtsgrimma            |  |
| Ameisenberg              | 0575 m ü. NHN   | Zittauer Gebirge     | nördlich von Oybin                               |  |
| Schutzberg               | 0565 m ü. NHN   | Vogtland             | 3 km westlich von Weischlitz                     |  |
| Eichert                  | 0564 m ü. NHN   | Westerzgebirge       | in Aue                                           |  |
| Großer Zschirnstein      | 0560 m ü. NHN   | Elbsandsteingebirge  | 3 km südwestlich von Schöna                      |  |
| Keilberg                 | 0559 m ü. NHN   | Westerzgebirge       | nordwestlich von Schneeberg                      |  |
| Großer Winterberg        | 0556 m ü. NHN   | Elbsandsteingebirge  | 7 km östlich von Bad Schandau                    |  |
| Czorneboh                | 0555 m ü. NHN   | Lausitzer Bergland   | 3 km nördlich von Cunewalde                      |  |
| Hochstein                | 0542 m ü. NHN   | Lausitzer Bergland   | 5 km südlich von Hochkirch                       |  |
| Ungerberg                | 0537 m ü. NHN   | Elbsandsteingebirge  | 4 km nordwestlich von Sebnitz                    |  |
| Geiersberg               | 0536 m ü. NHN   | Erzgebirge           | 2 km nordöstlich von Burkhardtsdorf              |  |
| Lerchenberg              | 0525 m ü. NHN   | Vogtland             | 1,5 km nordwestlich von Syrau                    |  |
| Alter Berg               | 0524 m ü. NHN   | Vogtland             | 6 km südöstlich von Plauen                       |  |
| Klaffenbacher Höhe       | 0523 m ü. NHN   |                      | höchste Erhebung von Chemnitz                    |  |
| Ottoberg                 | 0520 m ü. NHN   | Zittauer Gebirge     | östlich von Waltersdorf                          |  |
| Hirschknochen            | 0517 m ü. NHN   | Westerzgebirge       | in Aue                                           |  |
| Schellenberg             | 0516 m ü. NHN   | Erzgebirge           | in Augustusburg, 12 km östlich von Chemnitz      |  |
| Brünlasberg              | 0514 m ü. NHN   | Westerzgebirge       | in Aue                                           |  |
| Oybin                    | 0513 m ü. NHN   | Zittauer Gebirge     | direkt bei Oybin                                 |  |
| Heidelsberg              | 0512 m ü. NHN   | Westerzgebirge       | in Aue                                           |  |
| Kuhberg                  | 0511 m ü. NHN   | Vogtland             | 2 km südwestlich von Netzschkau                  |  |
| Breiteberg               | 0510,3 m ü. NHN | Zittauer Gebirge     | 2 km südlich von Hainewalde                      |  |
| Oberoderwitzer Spitzberg | 0510 m ü. NHN   | Östliche Oberlausitz | südlich von Oderwitz                             |  |
| Adelsberg                | 0508 m ü. NHN   | Erzgebirge           | in Chemnitz-Adelsberg                            |  |
| Heideberg                | 0508 m ü. NHN   | Erzgebirge           | in Grießbach                                     |  |
| Augustusberg             | 0507 m ü. NHN   | Osterzgebirge        | bei Bad Gottleuba                                |  |
| Kemmler                  | 0507 m ü. NHN   | Vogtland             | 3 km südöstlich von Plauen                       |  |
| Weifaer Höhe             | 0504 m ü. NHN   | Lausitzer Bergland   | 1 km nordöstlich von Weifa                       |  |

## Berge über 400 Meter
| Kleiner Winterberg   | 0499,9 m ü. NHN | Sächsische Schweiz                                   | 3 km nordöstlich von Schmilka |  |
| Karolinenhöhe        | 0499,1 m ü. NHN | Erzgebirge                                           | 1 km nordwestlich von Oederan |  |
| Bieleboh             | 0499 m ü. NHN   | Lausitzer Bergland                                   | 3 km südlich von Cunewalde |  |
| Großer Picho         | 0498 m ü. NHN   | Lausitzer Bergland                                   | 3 km westlich von Wilthen |  |
| Sängerhöhe           | 0497 m ü. NHN   | Zittauer Gebirge                                     | westlich von Waltersdorf |  |
| Wachberg             | 0496 m ü. NHN   | Lausitzer Bergland                                   | 1 km nördlich von Saupsdorf |  |
| Udohöhe              | 0496 m ü. NHN   | Erzgebirge                                           | 1 km nordwestlich von Oederan |  |
| Schönerstädter Höhe  | 0495,1 m ü. NHN | Erzgebirge                                           | 1 km nordwestlich von Oederan |  |
| Götzhöhe             | 0493 m ü. NHN   | Erzgebirge                                           | nördlich von Zschopau |  |
| Großes Horn          | 0493 m ü. NHN   | Elbsandsteingebirge                                  | östlich von Bad Gottleuba |  |
| Schlechteberg        | 0485 m ü. NHN   | Lausitzer Bergland                                   | in Ebersbach |  |
| Langenberger Höhe    | 0484 m ü. NHN   | Erzgebirgsvorland                                    | 2 km nördlich von Hohenstein-Ernstthal |  |
| Totenstein           | 0483 m ü. NHN   | Erzgebirgsvorland                                    | 1 km nördlich von Chemnitz-Grüna |  |
| Buchenberg           | 0482 m ü. NHN   | Westerzgebirge                                       | bewaldete Höhe nördlich von Aue |  |
| Pfaffenberg          | 0479 m ü. NHN   | Erzgebirgsvorland                                    | 1 km nördlich von Hohenstein-Ernstthal |  |
| Weifberg             | 0478 m ü. NHN   | Elbsandsteingebirge                                  | 2 km nördlich von Hinterhermsdorf |  |
| Wilisch              | 0476 m ü. NHN   | Osterzgebirge                                        | 3 km südlich von Kreischa |  |
| Frenzelsberg         | 0474 m ü. NHN   | Lausitzer Bergland Östliche Oberlausitz              | westlich von Seifhennersdorf |  |
| Kleiner Zschirnstein | 0473 m ü. NHN   | Elbsandsteingebirge                                  | 6 km östlich von Bad Schandau |  |
| Großer Stein         | 0471 m ü. NHN   | Östliche Oberlausitz                                 | südlich von Leutersdorf |  |
| Richterberg          | 0470 m ü. NHN   | Östliche Oberlausitz                                 | östlich von Seifhennersdorf |  |
| Sonnenhübel          | 0469 m ü. NHN   | Östliche Oberlausitz                                 | 1,5 km östlich von Oderwitz |  |
| Lerchenberg          | 0466,6 m ü. NHN | Östliche Oberlausitz                                 | zwischen Neugersdorf und Eibau |  |
| Eisenstein           | 0465 m ü. NHN   | Westerzgebirge                                       | 2 km östlich von Aue |  |
| Klosterberg          | 0461 m ü. NHN   | Westerzgebirge                                       | westlich von Aue |  |
| Raumberg             | 0459 m ü. NHN   | Elbsandsteingebirge                                  | 10 km südöstlich von Sebnitz, auf dem Gipfel Stationsstein 2. Ordnung der Königlich-Sächsischen Triangulirung, Gipfel aufgrund der Lage in der Kernzone des Nationalpark Sächsische Schweiz legal nicht zu erwandern |  |
| Rotstein             | 0455 m ü. NHN   | Oberlausitz                                          | westlich von Sohland am Rotstein |  |
| Forstenberg          | 0454,8 m ü. NHN | Östliche Oberlausitz                                 | südlich von Spitzkunnersdorf |  |
| Papststein           | 0451 m ü. NHN   | Elbsandsteingebirge                                  | 1 km südöstlich von Gohrisch |  |
| Schafberg            | 0449,5 m ü. NHN | Oberlausitz                                          | östlich von Löbau |  |
| Löbauer Berg         | 0449 m ü. NHN   | Oberlausitz                                          | 1 km östlich von Löbau |  |
| Hochstein            | 0449 m ü. NHN   | Westlausitzer Hügel- und Bergland                    | 3 km südöstlich von Elstra |  |
| Gohrisch             | 0448 m ü. NHN   | Elbsandsteingebirge                                  | 1 km südlich von Gohrisch |  |
| Mönchswalder Berg    | 0447 m ü. NHN   | Lausitzer Bergland                                   | 3 km nördlich von Wilthen |  |
| Hoher Hahn           | 0446 m ü. NHN   | Lausitzer Bergland                                   | südlich von Tröbigau |  |
| Schleifersberg       | 0442 m ü. NHN   | Elbsandsteingebirge                                  | östlich von Rosenthal-Bielatal |  |
| Lampertsstein        | 0440 m ü. NHN   | Elbsandsteingebirge                                  | 5 km südlich von Königstein |  |
| Großer Berg          | 0438 m ü. NHN   | Östliche Oberlausitz                                 | nördlich von Großhennersdorf |  |
| Harthenberg          | 0435 m ü. NHN   | Elbsandsteingebirge                                  | nördlich von Raum |  |
| Schenkenberg         | 0434 m ü. NHN   |                                                      | am Südrand von Chemnitz im Ortsteil Reichenhain |  |
| Pfaffenstein         | 0434 m ü. NHN   | Elbsandsteingebirge                                  | 2 km südlich von Königstein |  |
| Drohmberg            | 0432 m ü. NHN   | Lausitzer Bergland                                   | 6 km südöstlich vom Stadtzentrum Bautzen |  |
| Stangenberg          | 0430 m ü. NHN   | Osterzgebirge                                        | südlich von Riechberg, westlich von Bräunsdorf |  |
| Schönbrunner Berg    | 0427,7 m ü. NHN | Östliche Oberlausitz                                 | nordöstlich von Großhennersdorf |  |
| Landberg             | 0426 m ü. NHN   | Osterzgebirge                                        | südlich von Herzogswalde |  |
| Götzinger Höhe       | 0424 m ü. NHN   | Westlausitzer Hügel- und Bergland                    | bei Neustadt |  |
| Dürrer Berg          | 0424 m ü. NHN   | Westerzgebirge                                       | in Aue, Ortsteil Alberoda |  |
| Scheibeberg          | 0422,7 m ü. NHN | Östliche Oberlausitz                                 | westlich von Mittelherwigsdorf |  |
| Hutberg              | 0422 m ü. NHN   | Lausitzer Bergland                                   | unmittelbar östlich vom Bahnhof Dürrhennersdorf |  |
| Beutenberg           | 0421 m ü. NHN   | Erzgebirgsvorland                                    | Zeisigwald am Nordostrand von Chemnitz |  |
| Schwedenstein        | 0420 m ü. NHN   | Westlausitzer Hügel- und Bergland                    | 3 km östlich von Pulsnitz |  |
| Windmühlenberg       | 0420 m ü. NHN   | Östliche Oberlausitz                                 | nördlich von Seifhennersdorf |  |
| Landeskrone          | 0419 m ü. NHN   | Oberlausitz                                          | 5 km südwestlich von Görlitz |  |
| Pfaffenberg          | 0418 m ü. NHN   | Östliche Oberlausitz                                 | nördlich von Großschönau |  |
| Lilienstein          | 0416 m ü. NHN   | Elbsandsteingebirge                                  | 2 km nördlich von Königstein |  |
| Kämpferberge         | 0415 m ü. NHN   | Königshainer Berge                                   | 4 km westlich von Königshain |  |
| Waitzdorfer Höhe     | 0413 m ü. NHN   | Sächsische Schweiz                                   | 3 km südlich von Hohnstein |  |
| Schwarzenberg        | 0413 m ü. NHN   | Westlausitzer Hügel- und Bergland                    | 1 km westlich Elstra |  |
| Keulenberg           | 0413 m ü. NHN   | Westlausitzer Hügel- und Bergland                    | 2 km südöstlich von Königsbrück |  |
| Hofeberg             | 0413 m ü. NHN   | Östliche Oberlausitz                                 | 2 km östlich von Leutersdorf |  |
| Schmoritz            | 0412,4 m ü. NHN | Lausitzer Bergland                                   | 2 km westlich von Pielitz |  |
| Finkenhübel          | 0410,6 m ü. NHN | Östliche Oberlausitz                                 | westlich von Großschönau |  |
| Schanzberg           | 0408,6 m ü. NHN | Östliche Oberlausitz                                 | nordöstlich von Oberseifersdorf |  |
| Beckenberg           | 0407,6 m ü. NHN | Lausitzer Bergland                                   | nördlich von Eibau |  |
| Hochstein            | 0406 m ü. NHN   | Östliche Oberlausitz                                 | 4 km nordwestlich von Königshain |  |
| Pferdeberg           | 0406 m ü. NHN   | Östliche Oberlausitz                                 | östlich von Oderwitz |  |
| Hutberg              | 0405 m ü. NHN   | Östliche Oberlausitz                                 | östlich von Oderwitz |  |
| Wäschberg            | 0401,7 m ü. NHN | Erzgebirge                                           | 0,5 km nordwestlich von Bräunsdorf |  |
| Tröbigauer Berg      | 0401 m ü. NHN   | Westlausitzer Hügel- und Bergland Lausitzer Bergland | nördlich von Tröbigau |  |

## Berge über 300 Meter
| Laasensteine             | 0399 m ü. NHN   | Sächsische Schweiz                                   | 2 km südlich von Krippen                       |  |
| Fuchsberg                | 0398 m ü. NHN   | Erzgebirgsvorland                                    | Zeisigwald am Nordostrand von Chemnitz         |  |
| Schwarzer Berg           | 0394 m ü. NHN   | Östliche Oberlausitz                                 | 1 km westlich von Jauernick-Buschbach          |  |
| Klosterberg              | 0394 m ü. NHN   | Westlausitzer Hügel- und Bergland Lausitzer Bergland | südlich von Demitz-Thumitz                     |  |
| Spitzer Berg             | 0393 m ü. NHN   | Östliche Oberlausitz                                 | südlich von Großhennersdorf                    |  |
| Cottaer Spitzberg        | 0391 m ü. NHN   | Elbsandsteingebirge                                  | 1 km östlich von Cotta                         |  |
| Kleinhennersdorfer Stein | 0389 m ü. NHN   | Elbsandsteingebirge                                  | 3 km westlich von Bad Schandau                 |  |
| Tröbigauer Butterberg    | 0388 m ü. NHN   | Westlausitzer Hügel- und Bergland Lausitzer Bergland | zwischen Tröbigau und Naundorf                 |  |
| Kühnelsberg              | 0386 m ü. NHN   | Östliche Oberlausitz                                 | nördlich von Oderwitz                          |  |
| Butterberg               | 0385 m ü. NHN   | Westlausitzer Hügel- und Bergland                    | nördlich von Bischofswerda                     |  |
| Spitzberg                | 0385 m ü. NHN   | Lausitzer Bergland                                   | zwischen Putzkau und Tröbigau                  |  |
| Zirkelstein              | 0384,5 m ü. NHN | Sächsische Schweiz                                   | 5 km südöstlich von Bad Schandau               |  |
| Triebenberg              | 0383 m ü. NHN   | Schönfelder Hochland                                 | höchster Punkt Dresdens                        |  |
| Steinberg                | 0378 m ü. NHN   | Erzgebirge                                           | 0,5 km östlich von Riechberg                   |  |
| Höhe                     | 0376,6 m ü. NHN | Östliche Oberlausitz                                 | östlich von Eibau                              |  |
| Bubenik                  | 0376 m ü. NHN   | Östliche Oberlausitz                                 | 4 km westlich von Löbau                        |  |
| Funkenburg               | 0376 m ü. NHN   | Lausitzer Bergland                                   | 1 km nordöstlich von Wehrsdorf                 |  |
| Langer Berg              | 0375 m ü. NHN   | Östliche Oberlausitz                                 | westlich von Großhennersdorf                   |  |
| Jungfernstein            | 0373,2 m ü. NHN | Westlausitzer Hügel- und Bergland Lausitzer Bergland | nordöstlich von Tröbigau                       |  |
| Gleichenstein            | 0373 m ü. NHN   | Erzgebirge                                           | 1 km östlich von Bräunsdorf                    |  |
| Böhmens Berg             | 0371 m ü. NHN   | Westlausitzer Hügel- und Bergland                    | 1 km südwestlich von Stürza                    |  |
| Kohlbornstein            | 0371 m ü. NHN   | Elbsandsteingebirge                                  | 1 km südlich von Krippen                       |  |
| Wilhelmshöhe             | 0368 m ü. NHN   | Östliche Oberlausitz                                 | westlich von Oderwitz                          |  |
| Borsberg                 | 0361 m ü. NHN   | Schönfelder Hochland                                 | im Osten Dresdens                              |  |
| Königstein               | 0360,6 m ü. NHN | Elbsandsteingebirge                                  | 1 km westlich von Königstein                   |  |
| Steinberg                | 0353,1 m ü. NHN | Östliche Oberlausitz                                 | nördlich von Wittgendorf                       |  |
| Windberg                 | 0352 m ü. NHN   | Erzgebirgsvorland                                    | in Freital                                     |  |
| Kaiserkrone              | 0351 m ü. NHN   | Elbsandsteingebirge                                  | bei Schöna                                     |  |
| Quirl                    | 0350 m ü. NHN   | Elbsandsteingebirge                                  | 2 km südlich von Königstein                    |  |
| Pulverberg (Sachsen)     | 0348 m ü. NHN   | Osterzgebirge                                        | in Bräunsdorf                                  |  |
| Rochlitzer Berg          | 0348 m ü. NHN   |                                                      | bei Rochlitz, ehemaliger Vulkan                |  |
| Gohlig (Goldene Höhe)    | 0346 m ü. NHN   | Erzgebirgsvorland                                    | 1 km südlich von Bannewitz                     |  |
| Wolfsberg                | 0343 m ü. NHN   | Elbsandsteingebirge                                  | 1 km südlich von Reinhardtsdorf-Schöna         |  |
| Kleiner Bärenstein       | 0338 m ü. NHN   | Elbsandsteingebirge                                  | 1 km nördlich von Thürmsdorf                   |  |
| Eisberg                  | 0330 m ü. NHN   | Östliche Oberlausitz                                 | westlich von Großhennersdorf                   |  |
| Schöne Höhe              | 0328 m ü. NHN   | Elbsandsteingebirge                                  | 1 km südwestlich von Dürrröhrsdorf-Dittersbach |  |
| Großer Bärenstein        | 0327 m ü. NHN   | Elbsandsteingebirge                                  | 2 km südöstlich von Stadt Wehlen               |  |
| Sandberg                 | 0323,8 m ü. NHN | Lausitzer Bergland                                   | nördlich von Schlegel                          |  |
| Baeyerhöhe               | 0320,5 m ü. NHN | Meißner Hochland                                     | Gemeinde Klipphausen                           |  |
| Landberg                 | 0313 m ü. NHN   | Östliche Oberlausitz                                 | zwischen Mittelherwigsdorf und Oderwitz        |  |
| Collmberg                | 0312 m ü. NHN   | Sächsisches Hügelland                                | 6 km westlich von Oschatz                      |  |
| Hutberg                  | 0311 m ü. NHN   | Westlausitzer Hügel- und Bergland                    | östlich von Weißig                             |  |
| Schülerberg              | 0306 m ü. NHN   | Östliche Oberlausitz                                 | nördlich von Mittelherwigsdorf                 |  |
| Bastei                   | 0305 m ü. NHN   | Elbsandsteingebirge                                  | 1 km westlich von Rathen                       |  |
| Rauenstein               | 0304 m ü. NHN   | Elbsandsteingebirge                                  | 2 km südöstlich von Stadt Wehlen               |  |

## Bergüber 200 Meter
| Hutberg                        | 0297 m ü. NHN   | Westlausitzer Hügel- und Bergland | 2 km westlich von Kamenz                    |  |
| Monumentberg                   | 0293 m ü. NHN   | Oberlausitz                       | 1 km östlich von Groß Radisch               |  |
| Schafberg                      | 0285 m ü. NHN   | Westlausitzer Hügel- und Bergland | im Hüttertal zwischen Radeberg und Wallroda |  |
| Strohmberg                     | 0264 m ü. NHN   | Lausitzer Gefilde                 | 2,5 km südlich von Weißenberg               |  |
| Gamrig                         | 0253 m ü. NHN   | Elbsandsteingebirge               | westlich von Rathen                         |  |
| Wahnsdorfer Kuppe              | 0246,4 m ü. NHN | Lößnitz                           | 5 km südlich Moritzburg                     |  |
| Löbenberg                      | 0240 m ü. NHN   | Sächsisches Hügelland             | 2 km nordwestlich von Hohburg               |  |
| Reichenberg                    | 0223 m ü. NHN   | Lößnitz                           | Gemeinde Moritzburg                         |  |
| Oßlinger Berg                  | 0204 m ü. NHN   | Königsbrück-Ruhlander Heiden      | 1 km westlich von Oßling                    |  |
| Heidehöhe Heideberg bei Gröden | 0201 m ü. NHN   | Großenhainer Pflege               | 2 km nördlich von Strauch                   |  |